# Mount Heekin
Mount Heekin är ett berg i Antarktis. Det ligger i Västantarktis. Nya Zeeland gör anspråk på området. Toppen på Mount Heekin är 1 603 meter över havet.
Terrängen runt Mount Heekin är huvudsakligen kuperad, men åt sydost är den platt. Trakten är obefolkad. Det finns inga samhällen i närheten.